# Litauen i Eurovision Song Contest 2013
Litauen deltog i Eurovision Song Contest 2013 i Malmö i Sverige och representerades av Andrius Pojavis med låten "Something". Låten framfördes i den första semifinalen den 14 maj och gick vidare till finalen den 18 maj där bidraget placerade sig på plats 22.

## Uttagning
Landet valde sitt bidrag genom en nationell uttagning där bidrag kunde skickas in fram till den 1 oktober 2012. LRT fick in omkring 60 bidrag till årets uttagning.

### Schema
Den 2 oktober meddelade LRT att den nationella finalen skulle hållas i slutet av december runt jul. Samtidigt avslöjade man att uttagningen skulle dra igång den tredje veckan i oktober och att två semifinaler skulle hållas i början av december. Den 11 oktober avslöjade LRT sändningsdatumen för alla tio program som landets nationella uttagning kom att bestå av. Uttagningen som pågick mellan den 20 oktober och den 20 december bestod av två introduktionsprogram, fem utslagningsomgångar, två semifinaler, och en final. Ett program visades varje lördag förutom finalen som var på en torsdag. Värd för programmen var Andrius Rožickas.

#### Datum
- 20 oktober: Introduktionsprogram 1
- 27 oktober: Introduktionsprogram 2
- 3 november: Utslagningsomgång 1
- 10 november: Utslagningsomgång 2
- 17 november: Utslagningsomgång 3
- 24 november: Utslagningsomgång 4
- 1 december: Utslagningsomgång 5
- 8 december: Semifinal 1
- 15 december: Semifinal 2
- 20 december: Final

### Program
Under de två introduktionsprogrammen presenterades alla deltagare. Artisterna sjöng då en valfri låt men inte deras bidrag som de deltog i uttagningen med. 7 eller 8 artister deltog i varje utslagningsomgång och 3 från varje tog sig vidare till en av semifinalerna. Totalt 15 bidrag tog sig därmed vidare till semifinalerna från utslagningsomgångarna. LRT planerade även att välja två till bidrag som wildcards av de som inte tagit sig vidare, men ändrade detta senare till tre wildcards vilket betyder att totalt 18 bidrag deltog i semifinalerna.
Under utslagningsomgångarna gav en panel bestående av fyra experter utlåtanden under programmens gång. Den jury som stod för 50% av resultatet var dock större och bestod av andra personer, inte expertpanelen. 50% jury och 50% telefonröster användes under utslagningsomgångarna men endast telefonrösterna var det som avslöjades under programmen då juryrösterna inte avslöjades förrän veckan efter, oftast vid inspelningen av nästa veckas program på torsdagen. Detta betydde att man inte fick reda på vilka som tagit sig till semifinalerna förrän veckan efter istället för vid slutet av programmet.
Finaldatumet som sattes till torsdagen den 20 december var först inte säkert, men säkerställdes den 14 november. Finalen hölls i landets huvudstad Vilnius. Det planerades först att finalen skulle bestå av 10 bidrag då 4 skulle gå vidare från varje semifinal och ytterligare 2 skulle komma att få wildcards, en från varje semifinal. Man valde dock att strunta i att ge wildcards och då en av finalisterna hoppade av innan finalen blev det till slut endast 7 bidrag i finalen. Vinnaren utsågs med en kombination av telefonröster och jury.
Vinnaren kommer förutom att få representera sitt land i ESC 2013 även få hålla sin egen solokonsert i Vilnius. Konserten kan dessutom komma att räknas som ett elfte TV-program i den nationella uttagningen.

## Omgångar

### Introduktionsprogram

#### Första
Den 19 oktober spelades det första introduktionsprogrammet in. 17 artister framförde en valfri låt. Det sändes den 20 oktober mellan 21:00 och 23:30 lokal tid på LRT, samt via deras hemsida.
Flera av artisterna var kända från tidigare års nationella uttagningar och sex av artisterna i det första programmet har deltagit i den litauiska versionen av TV-programmet The Voice. Ingen omröstning skedde i programmet då artisterna endast visade upp sig genom att framföra en coverlåt av eget val. Donny Montell som senast representerade Litauen i Eurovision Song Contest 2012 framförde sitt ESC-bidrag "Love Is Blind" i det första programmet.

##### Deltagare
| Sångare/Grupp                     |
| --------------------------------- |
| El Fuego                          |
| Chill Out, Have No Doubt          |
| Baiba                             |
| Berta Timinskaitė                 |
| Algirdas Bagdonavičius – Al Bagdo |
| Ieva Zasimauskaitė                |
| Monica Linkytė                    |
| Nerijus Peciura                   |
| Julia Jegorova                    |
| Sofi                              |
| Dar                               |
| Gabrielius Vagelis                |
| Eden                              |
| Neringa Šiaudikytė                |
| Vincent Linkevicius               |
| Ugne Smile                        |
| Multiks                           |

#### Andra
Programmet sändes den 27 oktober mellan 21:00 och 23:00 lokal tid på både LRT och på webben. Till skillnad från det första programmet var det denna gången 16 artister istället för 17. Varje artist framförde en valfri coverlåt.

##### Deltagare
| Sångare/Grupp             |
| ------------------------- |
| Linas Adomaitis           |
| Saules Broliai            |
| Sepa                      |
| Gerai Gerai it Miss Sheep |
| D’oro                     |
| Eglė Jakštytė             |
| Freezing Kiss             |
| Bozole                    |
| Giedre Smolskaite         |
| Donatas Šimkus – Dumas    |
| Alive Way                 |
| Girmante Vaitkute         |
| Glaam                     |
| Feliksas Merlin           |
| Andrius Pojavis           |
| Timohi                    |

### Utslagningsomgångar

#### Första
Den 2 november avslöjade LRT vilka artister som skulle delta i den första utslagningsomgången, deras låttitlar, samt låtskrivarna. Förutom litauiska låtskrivare finns även låtskrivare från Nederländerna, Sverige och Nya Zeeland i den första utslagningsomgången.
Programmet sändes den 3 november mellan 21:00 och 23:30 lokal tid på LRT och på webben. Totalt 8 artister tävlade om 3 platser i semifinalerna. Efter att ha kombinerat telefonrösterna och juryrösterna meddelades det den 9 november att Saulės Broliai, Andrius Pojavis och Gabrielius Vagelis tagit sig vidare till semifinalerna.

##### Resultat
| Pos. | Artist                | Sång               | Musik (m) & Text (t)                                            | Jury | Telefon   | Total | Plats |
| ---- | --------------------- | ------------------ | --------------------------------------------------------------- | ---- | --------- | ----- | ----- |
| 1    | Vudis & Samanta Tina  | "Hey Chiki - Mama" | Arvydas Martinėnas (m), Gorgi (t)                               | 10   | 6 (222)   | 16    | 4     |
| 2    | Vincentas Linkevičius | "Dance The Night"  | Mindaugas Lapinskas (m), Eglė Petrošiūtė (t)                    | 6    | 8 (285)   | 14    | 5     |
| 3    | Gabrielius Vagelis    | "Sacrifice"        | Erik Nyholm, Niklas Hast, Sam McCarthy (m & t)                  | 12   | 7 (276)   | 19    | 2     |
| 4    | Ugnė Smile            | "Call To Your Mum" | Ugnė Kudlaitė, Giedrius Balčiūnas (m & t)                       | 5    | 4 (147)   | 9     | 6     |
| 5    | Saulės Broliai        | "Loreen"           | Vytautas Bikus (m & t), Donatas Petreikis (t)                   | 8    | 12 (1006) | 20    | 1     |
| 6    | Valerija Iljinaitė    | "Taip noriu vėl"   | Vytautas Karpauskas (m), Valerija Iljinaitė (t)                 | 4    | 5 (215)   | 9     | 7     |
| 7    | Andrius Pojavis       | "Something"        | Andrius Pojavis (m & t)                                         | 7    | 10 (411)  | 17    | 3     |
| 8    | Julija Jegorova       | "I'll Carry You"   | TJ Oosterhuis, Raphaella Mazaheri Asadi, Hiten Bharadia (m & t) | X    | 3 (122)   | X     | X     |

Julija Jegorova diskvalificerades efter tävlingen då det visade sig att bidraget "I'll Carry You" bröt mot reglerna.

#### Andra
Programmet sändes den 10 november mellan 21:00 och 23:30 lokal tid på LRT och på webben. Totalt 8 bidrag framfördes.
Efter att ha kombinerat juryrösterna och telefonrösterna avslöjades det vid inspelningen av den tredje utslagningsomgången den 15 november vilka tre som hade kvalificerat sig för semifinalerna. De var Beissoul & Gabrielė Griciūtė, Ieva Zasimauskaitė & Gabrielius Vagelis, och Timohi. Även Giedrė Smolskaitė tog sig vidare som ett av juryns tre wildcards.

##### Resultat
| Pos. | Artist                                  | Sång                         | Musik (m) & Text (t)                                                          | Jury | Telefon  | Total | Plats |
| ---- | --------------------------------------- | ---------------------------- | ----------------------------------------------------------------------------- | ---- | -------- | ----- | ----- |
| 1    | Alive Way                               | "Revolution"                 | Justinas Stanislovaitis (m & t)                                               | 7    | 6 (314)  | 13    | 5     |
| 2    | Mundis & Elvina                         | "Aš ilgiuosi tavęs"          | Emanuel Gonzales (m & t)                                                      | 5    | 7 (549)  | 12    | 6     |
| 3    | Giedrė Smolskaitė                       | "Stay Awake Tonight"         | Raigardas Tautkus (m & t), Gabrielė Griciūtė (t)                              | 8    | 5 (300)  | 13    | 4     |
| 4    | Nėrius Pečiūra                          | "Kas gali pakeisti gyvenimą" | Nėrius Pečiūra (m & t)                                                        | 3    | 4 (121)  | 7     | 8     |
| 5    | Feliksas Merlin                         | "Silent Scream"              | Feliksas Kutka, Rodion Kolomin (m & t)                                        | 4    | 3 (29)   | 7     | 7     |
| 6    | Ieva Zasimauskaitė & Gabrielius Vagelis | "I Fall In Love"             | Raigardas Tautkus (m & t), Raimondas J.Nabus (t)                              | 10   | 10 (638) | 20    | 2     |
| 7    | Timohi                                  | "Time For Life"              | Timohi (m & t)                                                                | 6    | 12 (966) | 18    | 3     |
| 8    | Beissoul & Gabrielė Griciūtė            | "Beautiful Life"             | Raigardas Tautkus (m & t), Raimondas J.Nabus, Beissoul, Gabrielė Griciūtė (t) | 12   | 8 (624)  | 20    | 1     |

#### Tredje
Den 15 november spelades den tredje utslagningsomgången in. Programmet sändes den 17 november på LRT och på webben mellan 21:00 och 23:30 lokal tid. Åtta artister tävlade om tre platser i semifinalerna.
Bland artisterna i denna omgång hade Eglė Jakštytė och Multiks deltagit i Litauens nationella uttagning till ESC tidigare år.
Vid inspelningen av den fjärde utslagningsomgången den 22 november avslöjades de tre bidrag som tog sig vidare till semifinalerna efter att ha kombinerat telefonröster och juryröster. De var Elvina Milkauskaitė, Neringa Šiaudikytė och Božolė. Eden som hade vunnit telefonomröstningen tog sig inte vidare eftersom juryn endast gav 3 poäng till låten "War Without End", därmed sist hos juryn.
Även Sophie tog sig vidare som ett av juryns tre wildcards.

##### Resultat
| Pos. | Artist              | Sång                      | Musik (m) & Text (t)                                       | Jury | Telefon   | Total | Plats |
| ---- | ------------------- | ------------------------- | ---------------------------------------------------------- | ---- | --------- | ----- | ----- |
| 1    | Multiks             | "Crazy"                   | Paulius Burba (m & t)                                      | 4    | 4 (228)   | 8     | 8     |
| 2    | Eglė Jakštytė       | "Give Me The Music"       | Justinas Chachlauskas (m), Algis Gintautas (t)             | 7    | 5 (298)   | 12    | 6     |
| 3    | Eden                | "War Without End"         | Andrej Viazinin, Jan Suchodolski (m), Oksana Treščenko (t) | 3    | 12 (1367) | 15    | 4     |
| 4    | Elvina Milkauskaitė | "Closer"                  | Raigardas Tautkus (m & t), Žaneta Daubarytė (t)            | 5    | 10 (931)  | 15    | 3     |
| 5    | Sophie              | "Make It Happen"          | Sophie (m & t), Einius Jarutis (m)                         | 8    | 6 (654)   | 14    | 5     |
| 6    | Neringa Šiaudikytė  | "Used To Be"              | Raigardas Tautkus (m & t)                                  | 10   | 8 (811)   | 18    | 2     |
| 7    | Berta Timinskaitė   | "Missing You, Missing Me" | Eric Palmqwist, Erik Nyholm, Johan Gunnarsson (m & t)      | 6    | 3 (206)   | 9     | 7     |
| 8    | Božolė              | "Happy And Free"          | Andrius Borisevičius, Audrius Balsevičius (m & t)          | 12   | 7 (662)   | 19    | 1     |

#### Fjärde
Programmet spelades in den 22 november. Den 24 november sändes programmet mellan 21:00 och 23:30 lokal tid på LRT och på webben. Åtta bidrag tävlade om tre platser i semifinalerna.
Linas Adomaitis, som representerade Litauen i Eurovision Song Contest 2004 som en del av duon Linas and Simona tillsammans med Simona Jakubėnaitė och låten "What's Happened To Your Love?", deltog i denna utslagningsomgång. Med låten "I W Tonight" var han favorit hos både juryn och telefonröstarna.
Vid inspelningen av den femte utslagningsomgången den 29 november avslöjades det vilka som tagit sig vidare till semifinalerna då man kombinerat juryrösterna och telefonrösterna. De var Girmantė Vaitkutė, Gintarė Korsakaitė och Linas Adomaitis. Även Gerai Gerai & Miss Sheep tog sig vidare som ett av juryns tre wildcards.

##### Resultat
| Pos. | Artist                   | Sång                     | Musik (m) & Text (t)                                                               | Jury | Telefon   | Total | Plats |
| ---- | ------------------------ | ------------------------ | ---------------------------------------------------------------------------------- | ---- | --------- | ----- | ----- |
| 1    | Freezing Kiss            | "Nothing to Lose"        | Pauliaus Jasiūno (m), Sergėjaus Kosiugos (t)                                       | 4    | 4 (163)   | 8     | 7     |
| 2    | D‘Oro                    | "Will You Recognize Me?" | Gedimino Rimkaus Rimkevičius, Jurgita Čekatauskaitės (m & t)                       | 5    | 5 (231)   | 10    | 6     |
| 3    | Gintarė Korsakaitė       | "Dreaming"               | Raigardas Tautkus, Jokūbas Daubaris (m), Gabrielė Griciūtė, Raimondas J. Nabus (t) | 10   | 10 (1258) | 20    | 2     |
| 4    | Linas Adomaitis          | "I W Tonight"            | Linas Adomaitis (m & t), Bjorn Hansen (t)                                          | 12   | 12 (1320) | 24    | 1     |
| 5    | Glaam                    | "Love Is Freedom"        | Jonny Rose (m & t)                                                                 | 6    | 6 (414)   | 12    | 5     |
| 6    | Girmantė Vaitkutė        | "Time to Shine"          | Vytautas Bikų (m & t)                                                              | 8    | 7 (912)   | 15    | 3     |
| 7    | Chill Out, Have No Doubt | "Time"                   | Vytautas Karpauskas (m), Daniel Okeoghene Williams (m & t)                         | 3    | 3 (74)    | 6     | 8     |
| 8    | Gerai Gerai & Miss Sheep | "War in the Wardrobe"    | Vilius Tamošaitis (m & t)                                                          | 7    | 8 (1195)  | 15    | 4     |

#### Femte
Programmet spelades in den 29 november i Vilnius, och sändes den 1 december mellan 20:00 och 23:00 lokal tid på LRT och på webben.
Till skillnad från de tidigare utslagningsomgångarna deltog den här gången 7 artister istället för 8. Precis som tidigare gick 3 bidrag vidare till semifinalerna. Dessa avslöjades den 6 december. De var Monika Linkytė, DAR och El Fuego.

##### Resultat
| Pos. | Artist          | Sång                | Musik (m) & Text (t)                  | Jury | Telefon   | Total | Plats |
| ---- | --------------- | ------------------- | ------------------------------------- | ---- | --------- | ----- | ----- |
| 1    | Kvinta Loudside | "Toks gyvenimas"    | Stanislavas Stavickis (Stano) (m & t) | 5    | 5 (110)   | 10    | 6     |
| 2    | Sepa & Asorti   | "Money"             | Edgaras Piščikas (m & t)              | 4    | 4 (84)    | 8     | 7     |
| 3    | Al Bagdo        | "Backdoor Superman" | Vytautas Diškevičius (m & t)          | 6    | 7 (304)   | 13    | 5     |
| 4    | Baiba Skurstene | "I'm on Fire"       | Vytautas Bikus (m & t)                | 8    | 6 (262)   | 14    | 4     |
| 5    | El Fuego        | "Ledo gabalėlis"    | Laura Remeikienė (m & t)              | 7    | 8 (452)   | 15    | 3     |
| 6    | DAR             | "Jump!"             | Arvydas Martinėnas (m), Gorgi (m & t) | 10   | 12 (1743) | 22    | 2     |
| 7    | Monika Linkytė  | "Baby Boy"          | Sasha Son (m & t)                     | 12   | 10 (1133) | 22    | 1     |

### Semifinaler

#### Första
Den första semifinalen hölls den 8 december och sändes mellan 21:00 och 23:00 lokal tid på LRT och på webben. 9 bidrag deltog, dvs. hälften av de 18 som tagit sig vidare från utslagningsomgångarna.
Den 14 december avslöjades de fyra bidrag som kvalificerat sig för finalen. De var Gerai Gerai & Miss Sheep, Andrius Pojavis, Ieva & Gabrielius och Božolė. Av de fem bidrag som inte tog sig vidare var det först planerat att ett skulle väljas ut som ett wildcard till finalen, men LRT valde senare att inte använda sig av wildcards.

##### Resultat
| Pos. | Artist                   | Sång                  | Musik (m) & Text (t)                              | Jury | Telefon   | Total | Plats |
| ---- | ------------------------ | --------------------- | ------------------------------------------------- | ---- | --------- | ----- | ----- |
| 1    | Gerai Gerai & Miss Sheep | "War In The Wardrobe" | Vilius Tamošaitis (m & t)                         | 12   | 12 (1712) | 24    | 1     |
| 2    | Neringa Šiaudikytė       | "Used to Be"          | Raigardas Tautkus (m & t)                         | 5    | 8 (1236)  | 13    | 5     |
| 3    | Gabrielius Vagelis       | "Sacrifice"           | Erik Nyholm, Niklas Hast, Sam McCarthy (m & t)    | 6    | 3 (239)   | 9     | 7     |
| 4    | Saulės Broliai           | "Loreen"              | Vytautas Bikus (m & t), Donatas Petreikis (t)     | 4    | 2 (157)   | 6     | 9     |
| 5    | Elvina Milkauskaitė      | "Closer"              | Raigardas Tautkus (m & t), Žaneta Daubarytė (t)   | 3    | 10 (1434) | 13    | 6     |
| 6    | Andrius Pojavis          | "Something"           | Andrius Pojavis (m & t)                           | 7    | 6 (1129)  | 13    | 4     |
| 7    | Timohi                   | "Time For Life"       | Timohi (m & t)                                    | 2    | 5 (951)   | 7     | 8     |
| 8    | Ieva & Gabrielius        | "I Fall in Love"      | Raigardas Tautkus (m & t), Raimondas J.Nabus (t)  | 8    | 7 (1149)  | 15    | 2     |
| 9    | Božolė                   | "Happy and Free"      | Andrius Borisevičius, Audrius Balsevičius (m & t) | 10   | 4 (270)   | 14    | 3     |

#### Andra
Den andra semifinalen hölls den 15 december och sändes mellan 21:00 och 23:00 lokal tid på LRT och på webben. Precis som i den första semifinalen deltog 9 bidrag och tävlade om 4 direktplaceringar till finalen.
Den andra semifinalen var den enda omgången där man avslöjade vilka som gått vidare direkt efter programmet. Linas Adomaitis, Girmantė Vaitkutė, DAR och Monika Linkytė var de som gick vidare direkt till finalen. Ytterligare ett wildcard skulle ha valts till att gå vidare, men man beslöt att strunta i wildcards.

##### Resultat
| Pos. | Artist                       | Sång                 | Musik (m) & Text (t)                                                                       | Jury | Telefon   | Total | Plats |
| ---- | ---------------------------- | -------------------- | ------------------------------------------------------------------------------------------ | ---- | --------- | ----- | ----- |
| 1    | Beissoul & Gabrielė Griciūtė | "Beautiful Life"     | Raigardas Tautkus (m & l), Raimondas J.Nabus, Beissoul, Gabrielė Griciūtė (l)              | 8    | 6 (1535)  | 14    | 5     |
| 2    | Monika Linkytė               | "Baby Boy"           | Sasha Son (m & l)                                                                          | 7    | 8 (1965)  | 15    | 4     |
| 3    | Sophie                       | "Make It Happen"     | Sophie (m & l), Einius Jarutis (m)                                                         | 4    | 4 (333)   | 8     | 7     |
| 4    | Linas Adomaitis              | "I W Tonight"        | Linas Adomaitis (m & l), Bjorn Hansen (l)                                                  | 10   | 10 (2280) | 20    | 1     |
| 5    | Girmantė Vaitkutė            | "Time to Shine"      | Vytautas Bikų (m & l)                                                                      | 12   | 7 (1554)  | 19    | 2     |
| 6    | Gintarė Korsakaitė           | "Dreaming"           | Raigardas Tautkus (m), Jokūbas Daubaris (m), Gabrielė Griciūtė (l), Raimondas J. Nabus (l) | 3    | 5 (1016)  | 8     | 8     |
| 7    | El Fuego                     | "Ledo gabalėlis"     | Laura Remeikienė (m & l)                                                                   | 2    | 2 (206)   | 4     | 9     |
| 8    | Giedrė Smolskaitė            | "Stay Awake Tonight" | Raigardas Tautkus (m & l), Gabrielė Griciūtė (l)                                           | 5    | 3 (219)   | 8     | 6     |
| 9    | DAR                          | "Jump!"              | Arvydas Martinėnas (m), Gorgi (m & l)                                                      | 6    | 12 (2686) | 18    | 3     |

Monika Linkytė tog sig vidare från semifinalen men var tvungen att hoppa av tävlingen innan finalen då hon på grund av laryngit inte kunde framträda.

### Finalen
7 bidrag deltog i finalen som startade 21:15 lokal tid den 20 december. Det var meningen att 8 bidrag skulle ha deltagit men Monika Linkytė som tagit sig vidare från den andra semifinalen var tvungen att hoppa av på grund av laryngit.
I en omröstning på hemsidan lrytas.lt vann gruppen DAR. Under programmet kunde TV-tittarna reagera på bidragen med mobilapplikationen balsuok! genom att trycka på en röd knapp för positiv eller röd knapp för negativ. En mätare visades i det nedre hörnet på TV-skärmen medan bidragen framfördes och uppdaterades med ett par sekunders mellanrum för att visa antalet klick på vardera knapp. Det bidrag som fick flest positiva reaktioner till skillnad från negativa var Andrius Pojavis som därmed vann ett pris från Omnitel. Dessa omröstningar hade ingenting med tävlingens resultat att göra.
Efter att bidragen framförts avslöjades resultatet från telefonomröstningen och juryn. De tre som fick flest röster gick vidare till superfinalen som innebar ytterligare en omgångs telefonomröstning. Dessa var Gerai Gerai & Miss Sheep, Andrius Pojavis och Girmantė Vaitkutė. Till slut meddelades det att Andrius Pojavis hade vunnit med låten "Something".

#### Resultat
| Pos. | Artist                   | Sång                  | Musik (m) & Text (t)                              | Jury | Telefon | Total | Plats |
| ---- | ------------------------ | --------------------- | ------------------------------------------------- | ---- | ------- | ----- | ----- |
| 1    | Božolė                   | "Happy and Free"      | Andrius Borisevičius, Audrius Balsevičius (m & t) | 7    | 4       | 11    | 6     |
| 2    | Ieva & Gabrielius        | "I Fall in Love"      | Raigardas Tautkus (m & t), Raimondas J.Nabus (t)  | 5    | 7       | 12    | 5     |
| 3    | Gerai Gerai & Miss Sheep | "War In The Wardrobe" | Vilius Tamošaitis (m & t)                         | 8    | 12      | 20    | 2     |
| 4    | Linas Adomaitis          | "I W Tonight"         | Linas Adomaitis (m & t), Bjorn Hansen (t)         | 6    | 5       | 11    | 7     |
| 5    | DAR                      | "Jump!"               | Arvydas Martinėnas (m), Gorgi (m & t)             | 4    | 10      | 14    | 4     |
| 6    | Girmantė Vaitkutė        | "Time to Shine"       | Vytautas Bikų (m & t)                             | 10   | 6       | 16    | 3     |
| 7    | Andrius Pojavis          | "Something"           | Andrius Pojavis (m & t)                           | 12   | 8       | 20    | 1     |

#### Superfinalen
| Pos. | Artist                   | Sång                  | Plats |
| ---- | ------------------------ | --------------------- | ----- |
| 1    | Gerai Gerai & Miss Sheep | "War In The Wardrobe" | 3     |
| 2    | Andrius Pojavis          | "Something"           | 1     |
| 3    | Girmantė Vaitkutė        | "Time to Shine"       | 2     |

## Vid Eurovision
Litauen har lottats till att framföra sitt bidrag i den andra halvan av den första semifinalen den 14 maj 2013 i Malmö Arena.